# IC 3335
IC 3335 је галаксија у сазвјежђу Береникина коса која се налази на листи објеката дубоког неба у Индекс каталогу.
Деклинација објекта је + 26° 7' 47" а ректасцензија 12h 26m 19,0s. Привидна величина (магнитуда) објекта IC 3335 износи 17,0 а фотографска магнитуда 18,0.